# Восход (Білокатайський район)
Восхо́д (рос. Восход) — присілок у складі Білокатайського району Башкортостану, Росія. Входить до складу Тардавської сільської ради.
Населення — 66 осіб (2010; 112 в 2002).
Національний склад:
- росіяни — 93 %